# Grzędy
Grzędy (Duits: Konradswaldau) is een dorp in het Poolse woiwodschap Neder-Silezië, in het district Wałbrzyski. De plaats maakt deel uit van de gemeente Czarny Bór. Tot 1945 maakte de plaats deel uit van Duitsland.

## Geboren in Grzędy / Konradswaldau
- Hans-Ulrich Rudel, jachtvlieger, (1916)